# RKVV Voerendaal
RKVV Voerendaal is een voetbalvereniging uit Voerendaal. De afkorting staat voor Rooms Katholieke Voetbal Vereniging Voerendaal.

## Geschiedenis
De club is opgericht op 1 april 1929. 
In 1952 werd promotie afgedwongen naar de vierde klasse van de KNVB.
In deze tijd werd er welliswaar met verschillende klassen gewerkt. Echter, hadden deze klassen niet dezelfde opzet als de klassen zoals ze hedendaags bekend zijn. 
Nadien, werd het sucess doorgezet. Zo werd het team van de Voerendaalse club verder gepromoveert naar de derde, tweede, eerste en uiteindelijk de hoofdklasse in respectievelijk 1956, 1966, 1968 en 1974. bereikt: de destijds hoogste klasse voor Nederlandse amateurvoetbal. 
Hierin speelde Voerendaal 12 seizoenen, waarna men in het seizoen 1987-1988 degradeerde. Hierna zakte Voerendaal gestaag tot aan de Vijfde klasse waarin ze in het seizoen 2009/2010 terechtkwamen. Na een directe promotie naar de Vierde klasse en het kampioenschap hierin 2 seizoenen later, speelt Voerendaal vanaf het seizoen 2011/2012 weer in de Derde klasse. Voerendaal behoorde volgens velen tot de titelkandidaten in 3A. Het liep echter anders. Na een zeer wisselvallige 1e seizoenshelft met veel blessuregevallen en trainer Michel Broeders die in de winterstop opstapte, moest de nieuwe trainer Bert Starmans Voerendaal zien te behoeden voor degradatie. In de laatste thuiswedstrijd tegen vv Hellas (0-2) viel het doek. Hierdoor speelde Voerendaal vanaf het seizoen 2015-2016 weer in de Vierde klasse. Na een goed seizoen mocht Voerendaal medoen aan de nacompetitie voor promotie naar de 3e Klasse. Voerendaal won thuis van SCG en promoveerde. Echter zou het een onverwacht zwaar en wisselvallig seizoen worden. Voerendaal streed het hele seizoen tegen degradatie en na een tweeluik met rivaal vv Weltania, viel het doek en degradeerde Voerendaal weer naar de 4e Klasse. Het doel is om binnen enkele jaren weer terug te keren naar de top van het amateurvoetbal.

## Complex
R.K.V.V. Voerendaal is gevestigd aan de Goswijnstraat. Hier ligt sportcomplex De Joffer, waar de club sinds 1965 speelt.
Het sportcomplex bestaat tegenwoordig uit 3 velden. 1 hoofdveld, 1 bijveld en 1 trainingsveld (met sinds 2017 nieuwe LED veld verlichting voor beide velden). Tot een aantal jaren geleden had men nog 2 extra trainingsvelden, maar deze zijn nu herbestemd tot een brede school. Daarnaast is er nog een ruime recent gerenoveerde kantine, 6 recent gerenoveerde kleedlokalen en een overdekte zittribune aan een lange zijde van het hoofdveld. Deze is door de supporters zelf gebouwd en in april 1977 tijdens de thuiswedstrijd tegen SV Limburgia in gebruik genomen. De zittribune is ook recent gerenoveerd. De kassa hokjes, nieuwe kleedlokalen, uitbreiding van de kantine en de toegangspoorten kwamen vlak voor het Oud Limburgs Schuttersfeest van 1 juli 1979 gereed. De oude ijzeren omheining met reclameborden op het hoofdveld uit 1965 is enkele jaren geleden geheel vervangen door een nieuwe aluminium omheining met nieuwe reclameborden.
Naast de voetbalvelden is er ook nog een gedeelte indoor, waar diverse andere Voerendaalse sportverenigingen hun onderkomen hebben. Ook heeft de scouting nog een gebouw op het terrein van De Joffer.

## Tegenwoordig
Nadat Voerendaal in het seizoen 2004/2005 uit de Derde Klasse A degradeerde, speelde men het volgende seizoen in de Vierde Klasse B. In 2005-2006 werd een plaats in de middenmoot gehaald en won het bijna de tweede periode. In het seizoen 2006/2007 plaatste Voerendaal zich nipt (op de laatste speeldag) voor de Vierde Klasse B. In het seizoen 2007/2008 viel dan toch het doek voor Voerendaal. Na tien wedstrijden stond de club onderaan met nul punten. Hierna volgde nog een opleving met veertien punten uit de volgende zes wedstrijden. Maar uiteindelijk werd de druk de jonge spelersgroep te veel. Daardoor degradeerde Voerendaal in het seizoen 2008/2009 en kwam het terecht in de Vijfde Klasse. Na de terugkeer van enkele jeugdspelers draaide Voerendaal daar wel bovenin mee. Uiteindelijk promoveerde Voerendaal via de nacompetitie naar de Vierde Klasse. In het eerste seizoen (2009/2010) deed Voerendaal lang mee voor de titel, maar miste het elke periodetitel en behaalde het uiteindelijk de vijfde plek. In het seizoen 2010/2011 liep Voerendaal de eerste periodetitel op de laatste speeldag van die periode mis. Lang heeft VV Walram aan de leiding gestaan, maar na een opleving waarin Voerendaal zeven wedstrijden op rij won zonder tegendoelpunt werd het op de laatste speeldag kampioen. Voorafgaand aan seizoen 2014/2015 behoorde Voerendaal tot de topfavorieten voor de titel in 3A, mede door de top drie klassering van het vorige seizoen. Het liep echter anders. In de winterstop werd trainer Michel Broeders op non-actief gesteld. Hierna volgde, onder andere door blessures, een zeer slechte tweede seizoenshelft en eindigde Voerendaal met twintig punten als voorlaatste. Hierdoor degradeerde de club naar de Vierde Klasse. Voerendaal begon sterk aan het seizoen in de Vierde Klasse B en was zelfs even koploper. In de winterstop stond de club tweede achter de latere kampioen, FC Kerkrade-West. Een wederom sterke tweede seizoenshelft zorgde ervoor dat Voerendaal als derde eindigde en mocht meedoen in de nacompetitie voor promotie naar de Derde Klasse. In het eerste duel won men uit bij SCG in Gronsveld met 1-2, waarna Voerendaal in de thuiswedstrijd SCG met liefst 8-1 versloeg. In de daarop volgende duels speelde Voerendaal eerst uit bij WDZ in Bocholtzerheide met 3-3 gelijk en maakte het thuis af door met 2-0 te winnen op een volgepakt Sportpark De Joffer. Hierdoor was het groot feest in Voerendaal en promoveerde Voerendaal naar de Derde Klasse A. Vlak voor de jaarwisseling werd bekend dat vanaf het seizoen 2017/2018 oud-Voerendaal-speler Ramon Meessen de nieuwe trainer van het eerste elftal is. Het seizoen 2016/2017 zou voor Voerendaal een zwaar en wisselvallig seizoen worden. Het scorend vermogen en blessure gevallen zou de club uiteindelijk opbreken. Om rechtstreekse degradatie te ontlopen, moest Voerendaal de laatste competitie wedstrijd winnen. Dit gebeurde ook: men won uit bij BMR met 2-4. Vervolgens mocht Voerendaal zich opmaken voor de na-competitie voor promotie-degradatie. Vlak voor deze belangrijke wedstrijden werd per direct afscheid genomen van trainer Bert Starmans, mogelijk om zo een schok effect te creëren. In een tweeluik met rivaal Weltania, verloor Voerendaal na een goede wedstrijd met veel gemiste kansen met 3-2 uit en in de alles beslissende thuiswedstrijd was het hetzelfde euvel en verloor men met 0-2. Hierdoor degradeerde Voerendaal wederom naar de Vierde Klasse. Het devies is nu om onder de nieuwe trainer Ramon Meessen zo snel mogelijk weer terug te keren naar de Derde Klasse. De selectie bleef grotendeels intact met enkele versterkingen. Voerendaal kende een bliksemstart en was zelfs even koploper. Door blessures en onnodige nederlagen ging de titel naar vv Wijnandia en Voerendaal eindigde als tweede. Topscorer van de Vierde Klasse B werd Voerendaal aanvaller Michel van Dinther. De ploeg won wel de vierde periode en mocht deelnemen aan de nacompetitie voor promotie naar de Derde Klasse. De eerste wedstrijd werd thuis op een goed gevuld Sportcomplex de Joffer met 1-0 gewonnen van sv Hulsberg. In de tweede ronde speelde Voerendaal uit tegen derdeklasser RKVVM uit Margraten. Na een 1-2 voorsprong bij rust verloor Voerendaal uiteindelijk mede door een rode kaart onnodig met 4-2, waardoor Voerendaal ook in het nieuwe seizoen uitkomt in de Vierde Klasse B.
In de competitie van het seizoen 2019/2020, die wegens de coronapandemie door de KNVB vroegtijdig beëindigd was, stond Voerendaal vanaf de eerste wedstrijd, ongeslagen aan top van de ranglijst. Spits Kjell Kleijkers was op dat moment de topscorer met maar liefst 24 doelpunten en als tweede Michel van Dinther met negen doelpunten.
Ook in oktober 2020 beëindigde de KNVB de competitie wegens de coronapandemie. Na zes wedstrijden stond Voerendaal op een tegenvallende achtste plaats. Begin maart 2021 werd door de KNVB bekendgemaakt dat alle stilgelegde competities voor de hogere elftallen in het amateurvoetbal voor het seizoen 2020/2021 definitief niet meer hervat zullen worden.
In de wél volledig afgewerkte competitie 2021-2022 eindigde Voerendaal als tweede en mocht hierdoor deelnemen aan de nacompetitie voor promotie. Op donderdag 16 juni 2022 werd thuis tegen FC Maasgouw na een 1-0 voorsprong bij rust, met 1-2 verloren, waardoor Voerendaal ook in het seizoen 2022-2023 uitkomt in de Vierde Klasse B.

## Bekende (oud) trainers
- Coy Koopal
- Paul Meulenberg
- Michel Broeders

## Bekende (oud) spelers
- Leo Senden
- Theo van Well
- René Hofman

## Competitieresultaten eerste herenteam 1939–2019
| 8 3H |

| 5 R |

| 2 3D |

| 10 3B |

| 2 4C |

| 2 4C |

|  |

| 5 4C |

| 2 4B |

| 7 4B |

| 11 4B |

|  |

|  |

|  |

| 2 4B |

| 1 4B |

| 2 4B |

| 1 4B |

| 5 3A |

| 7 3A |

| 4 3A |

| 5 3A |

| 5 3A |

| 5 3A |

| 9 3A |

| 5 3A |

| 4 3B |

| 1 3A |

| 4 2A |

| 1 2B |

| 2 1F |

| 10 1F |

| 6 1F |

| 7 1F |

| 4 1F |

| 4 1F |

| 9 C |

| 10 C |

| 10 C |

| 7 C |

| 12 C |

| 7 C |

| 10 C |

| 7 C |

| 12 C |

| 10 C |

| 5 C |

| 14 C |

| 8 1F |

| 12 1F |

| 13 1F |

| 12 2A |

| 6 3A |

| 12 3B |

| 5 4D |

| 1 4D |

| 2 3B |

| 11 2A |

| 3 3B |

| 10 2G |

| 8 3B |

| 7 3B |

| 7 3B |

| 5 3B |

| 9 3B |

| 7 3A |

| 11 3A |

| 8 4B |

| 9 4B |

| 12 4B |

| 4 5B |

| 5 4B |

| 1 4B |

| 6 3A |

| 8 3A |

| 3 3A |

| 11 3A |

| 3 4B |

| 12 3A |

| 2 4B |

| - 4B |

| Hoofdklasse | Eerste klasse | Tweede klasse | Derde klasse | Vierde klasse | Vijfde klasse | Noodcompetitie |

In elke staaf van de grafiek staat van boven naar beneden vermeld: 
- Eindnotering

Dit is de positie die de club heeft bereikt in de competitie, zonder eventuele beslissings-, play-off- of nacompetitiewedstrijden die nodig zijn geweest om bijvoorbeeld de kampioen van de competitie te bepalen.
Indien een * achter het getal staat is de notering een tussenstand en kan het zijn dat de notering niet overeenkomt met de uiteindelijke eindstand van de competitie.
Staat er een - dan is het seizoen nog bezig en is er geen definitieve uitslag bekend.
Staat er xx op de positie van de notering, dan heeft de club vroegtijdig de competitie verlaten. Dit kan onder andere komen door terugtrekking van het team, faillissement van de club of door een uitgedeelde straf van de KNVB. In veel gevallen staat elders in het artikel de reden vermeld.
Staat er een ? dan is het resultaat uit het verleden onbekend, en is alleen de competitie of het niveau bekend van dat seizoen.
In de seizoenen 2019/20 en 2020/21 werd wegens de coronacrisis het amateurvoetbal afgebroken. Daardoor kennen deze staven geen eindklassering (middels -- weergegeven).
- Competitieniveau en afdelingsletter of Officiële eindstand Eredivisie
  - Competitieniveau en afdelingsletter

Hierbij geeft het getal het niveau weer, dat ook terug te vinden is in de legenda. De letter is de afdelingsaanduiding en wordt gebruikt wanneer er meer afdelingen zijn op hetzelfde niveau. De afdelingsletter is altijd een hoofdletter en wordt meestal zonder nummer gebruikt.
Voorbeeld: 2F is niveau 2e klasse competitie F.
Het competitieniveau en nummer wordt niet vermeld wanneer er slechts één competitie van dit niveau was.
  - Officiële eindstand Eredivisie (getal staat tussen haakjes vermeld)

Sinds de introductie van play-offwedstrijden voor Europees voetbal na afloop van de reguliere competitie in 2005/06, is de KNVB verplicht een eindstand van de Eredivisie door te geven aan de UEFA aan de hand van deze play-offwedstrijden.
Bij deze eindstand staan clubs die zich hebben gekwalificeerd voor Europees voetbal hoger dan clubs die zich niet wisten te kwalificeren. Indien er geen verschil was tussen de eindnotering en de officiële eindstand, staat dit getal niet vermeld.

- Onderafdeling

Hier staat afgekort de naam van de onderafdeling indien de club in dat jaar in een onderafdeling uitkwam. Tevens staat deze afkorting in de legenda en wordt gelinkt naar het artikel over deze onderafdeling. Deze afkorting wordt alleen vermeld wanneer de club in het verleden in verschillende onderafdelingen heeft gespeeld. Deze vermelding is in de staaf altijd in kleine letters. Deze onderafdelingen zijn na het seizoen 1995/96 afgeschaft. Heeft de club in slechts één onderafdeling gespeeld, dan is dit alleen terug te vinden in de legenda.
Onder de staaf staat het jaartal vermeld waarin het seizoen is afgesloten. 15 verwijst naar het seizoen 2014/15 of eventueel het seizoen 1914/15.
Wanneer een staaf leeg is, zijn deze gegevens niet bekend. Het kan ook zijn dat de club dat seizoen niet heeft meegespeeld op het hogere amateurniveau, vroegtijdig de competitie heeft verlaten of uit de competitie is gezet.

In het seizoen 1944/45 was er wegens de Tweede Wereldoorlog geen regulier competitievoetbal.